# Christuskop
Christuskop is een schilderij van Rembrandt in de Gemäldegalerie van de Staatliche Museen zu Berlin.

## Voorstelling
Het stelt Christus voor gekleed in een bruin habijt. In de boedelinventaris, die werd opgemaakt na Rembrandts faillissement op 14 juli 1656, staan twee schilderijen vermeld: ‘een Criſti tronie’ en een ‘Criſtus tronie’ van Rembrandt. Beide vermeldingen worden in verband gebracht met het schilderij in Berlijn. Een tronie (letterlijk gezicht) is een portret van een type (bijvoorbeeld een dronkaard, een boer of een oude vrouw) of een gekostumeerd model (bijvoorbeeld als soldaat of oosterling). Rembrandt woonde in de Amsterdamse Jodenbuurt. Men gaat ervan uit dat hij voor deze Christus tronie een Joods model gebruikte uit zijn eigen leefomgeving.

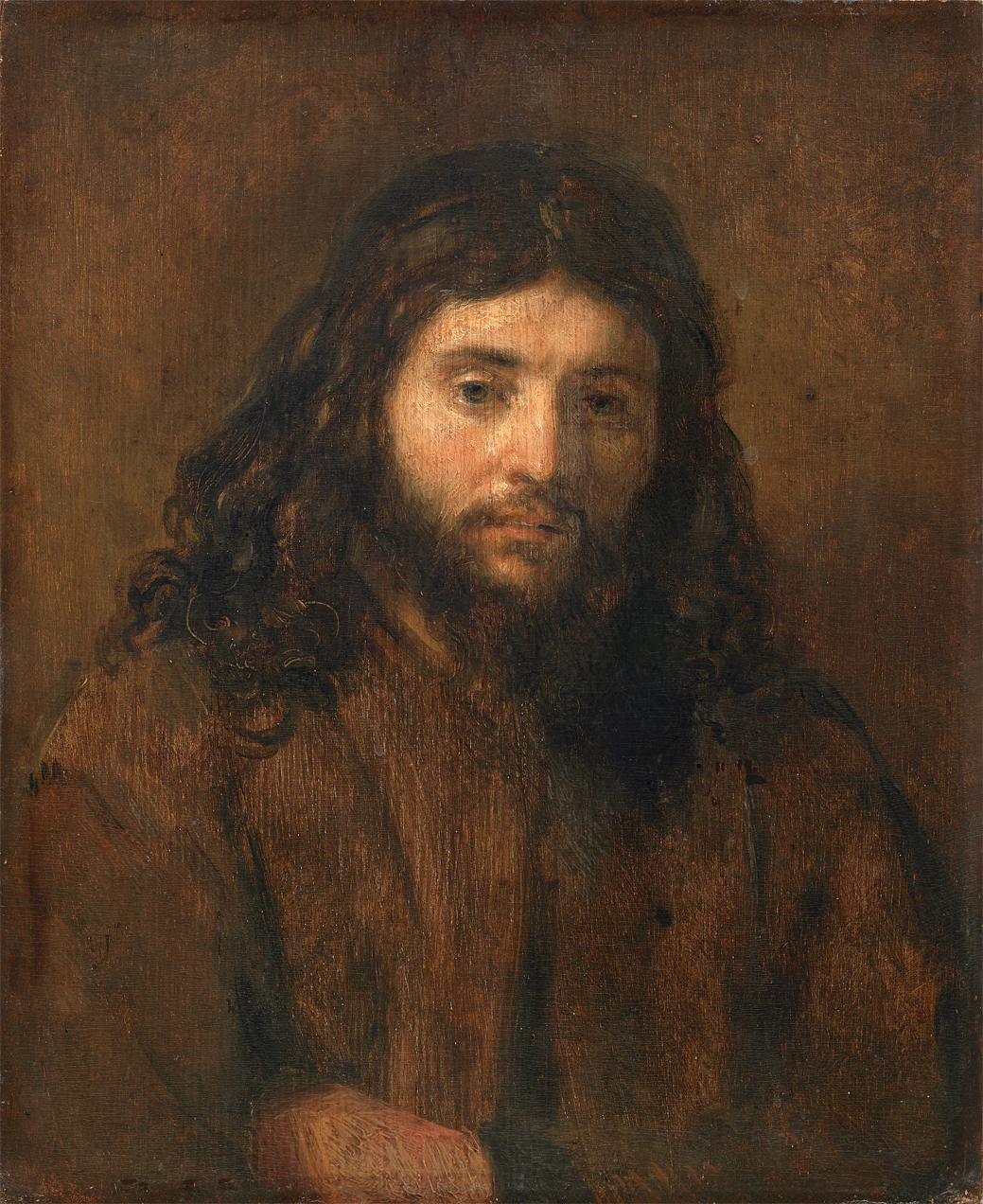
Omgeving van Rembrandt. Christus. Na ca. 1648. Den Haag, Museum Bredius.

Van het werk zijn twee andere versies bekend uit de omgeving/atelier van Rembrandt, één in Museum Bredius in Den Haag en één in het Philadelphia Museum of Art.

## Toeschrijving
Het schilderij wordt vrijwel unaniem aan Rembrandt toegeschreven.

## Herkomst
Het werk is afkomstig uit de verzameling van de Britse kunstverzamelaar John Henderson in Londen. Van 16 tot 18 februari 1882 werd het werk geveild bij Christie's in Londen als ‘Head of a Man with Long Hair, in a brown robe’. In 1893 was het in het bezit van kunsthandel Charles Sedelmeyer in Parijs en later van Rodolphe Kann eveneens in Parijs. Toen Kann in 1905 overleed moesten zijn erfgenamen twee jaar wachten om de verplichte erfbelasting niet te hoeven betalen. In 1907 verkochten zij de hele collectie Kann aan kunsthandel Duveen Brothers. Dat jaar werd het verworven voor Martin Bromberg in Hamburg. Bromberg en zijn vrouw schonken het hetzelfde jaar nog aan het Kaiser-Fiedrich-Museum (nu Bode-Museum) in Berlijn. Van september 1941 tot september 1942 werd de verzameling van dit museum in verband met de oorlog bewaard in Flakturm II, een grote bovengrondse bunker in Volkspark Friedrichshain. Voorafgaand aan de Slag om Berlijn, tussen 11 maart en 7 april 1945, werd de hele verzameling overgebracht van Berlijn naar een groot mijncomplex in Merkers, Hämbach en Kaiseroda in Thüringen. Kort daarna werden de kunstwerken ontdekt door de Amerikanen en door hen geconfisqueerd. Op 17 april 1945 werden de werken overgebracht naar de Reichsbank in Frankfurt am Main. Van 20 tot 31 augustus werden de werken tijdelijk uit de Reichsbank verwijderd en bewaard in het Central Art Collecting Point Wiesbaden, gevestigd in het Landesmuseum Wiesbaden. Op 20 april 1949 werd het werk door de Amerikanen overgedragen aan de deelstaat Hessen en op 11 januari 1956 aan de West-Berlijnse overheid, waarna de terugkeer van de kunstwerken van Wiesbaden naar Berlijn begon. Het werk werd overgebracht naar de Gemäldegalerie in Berlin-Dahlem. Op 12 december 1959 werd het schilderij (geschatte waarde 250.000 mark) tijdens openingstijd gestolen door een bezoeker. Het bestuur van de Ehemalige Staatliche Museen zu Berlin loofde een beloning van 10.000 mark uit. Dankzij een anonieme tip werd het werk twee jaar later, op 22 oktober 1961, gevonden in een bagagekluis in het Braunschweig Hauptbahnhof. Vanaf 1998 is het te zien in de Gemäldegalerie van de Staatliche Museen zu Berlin aan het Kulturforum in het centrum van Berlijn.